# 1962 في تركيا
فيما يلي قوائم الأحداث التي وقعت خلال عام 1962 في تركيا.

## ظهور
- 3 يناير – قره اوغلان

## مواليد

### يناير
- 1 يناير – صفر توران صحفي تركي.

### فبراير
- 20 فبراير – خديجة أصلان ممثلة تركية.

### مارس
- 28 مارس – عائشة تونابويلو ممثلة تركية.[1]

### يونيو
- 2 يونيو – أحمد أرسلان سياسي تركي.

### يوليو
- 1 يوليو – سلمى عليا كاواف سياسية تركية.
- 7 يوليو – سري سورييا اوندر

### أغسطس
- 3 أغسطس – أحمد جاكار

### أكتوبر
- 31 أكتوبر – أيدا أكسل ممثلة تركية.[2]

## وفيات

### يناير
- 24 يناير – أحمد حمدي طانبينار (مواليد 1901) كاتب تركي.[3]